# Rudi Müllers
Rudi Müllers (geboren 15. August 1895 in München; gestorben 15. September 1972 in Heidelberg) war ein deutscher Maler und Grafiker.

## Leben

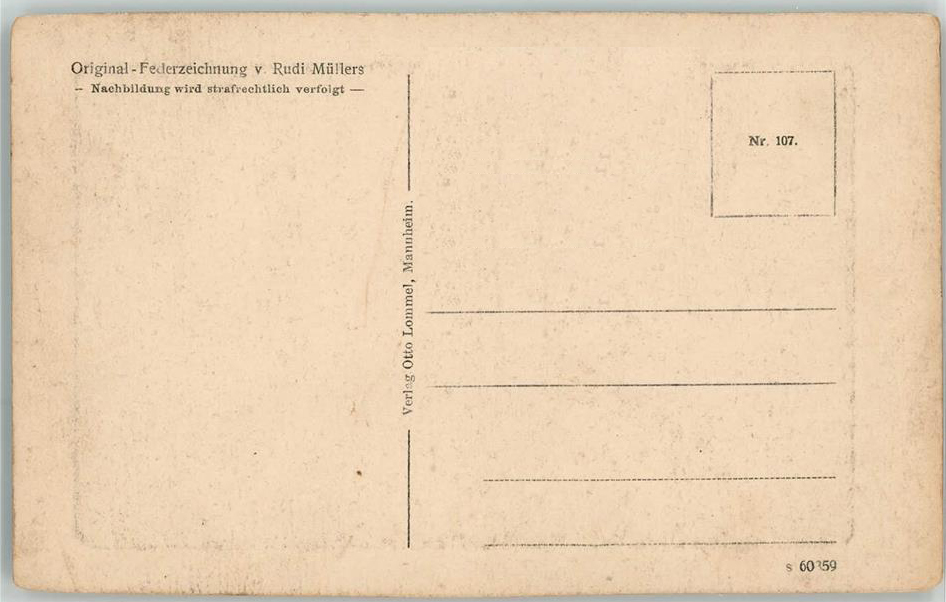
Ansichtskarte (Revers) Nr. 107 mit einer „Original-Federzeichnung“ Müllers; Verlag Otto Lommel, Mannheim

Rudi Müllers studierte an der Akademie der Bildenden Künste in München sowie an der Kunstakademie in Leipzig. Bis gegen Ende des Zweiten Weltkrieges wohnte er gemeinsam mit seiner Ehefrau Marianne in Mannheim, nicht weit entfernt von der Mannheimer Sternwarte. 1945 siedelte er nach Heidelberg über und richtete sich am Kornmarkt ein Atelier und ein Büro für Werbegrafik ein.